# Gian Primo Giardi
Gian Primo Giardi (San Marino, 31 dicembre 1959) è un ex cestista e allenatore di pallacanestro sammarinese, eletto presidente del CONS il 19 marzo 2013.

## Biografia
Ha giocato nella Pallacanestro Titano che in seguito ha anche allenato, nel 1996 ha partecipato al Campionato europeo FIBA dei piccoli stati, ospitati a San Marino dove la nazionale biancoazzurra ha raggiunto il terzo posto. 
Dal 2001 al 2012 è stato presidente della Federazione Sammarinese Pallacanestro (FSP) e il 19 marzo 2013 è stato eletto presidente del Comitato Olimpico Nazionale Sammarinese.
Dal 1996 lavora alla Cassa di Risparmio della Repubblica di San Marino e oggi ricopre l'incarico di vice direttore generale.